# Villeneuve-sur-Verberie
Pour les articles homonymes, voir Villeneuve.
Villeneuve-sur-Verberie est une commune française située dans le département de l'Oise en région Hauts-de-France.

## Géographie

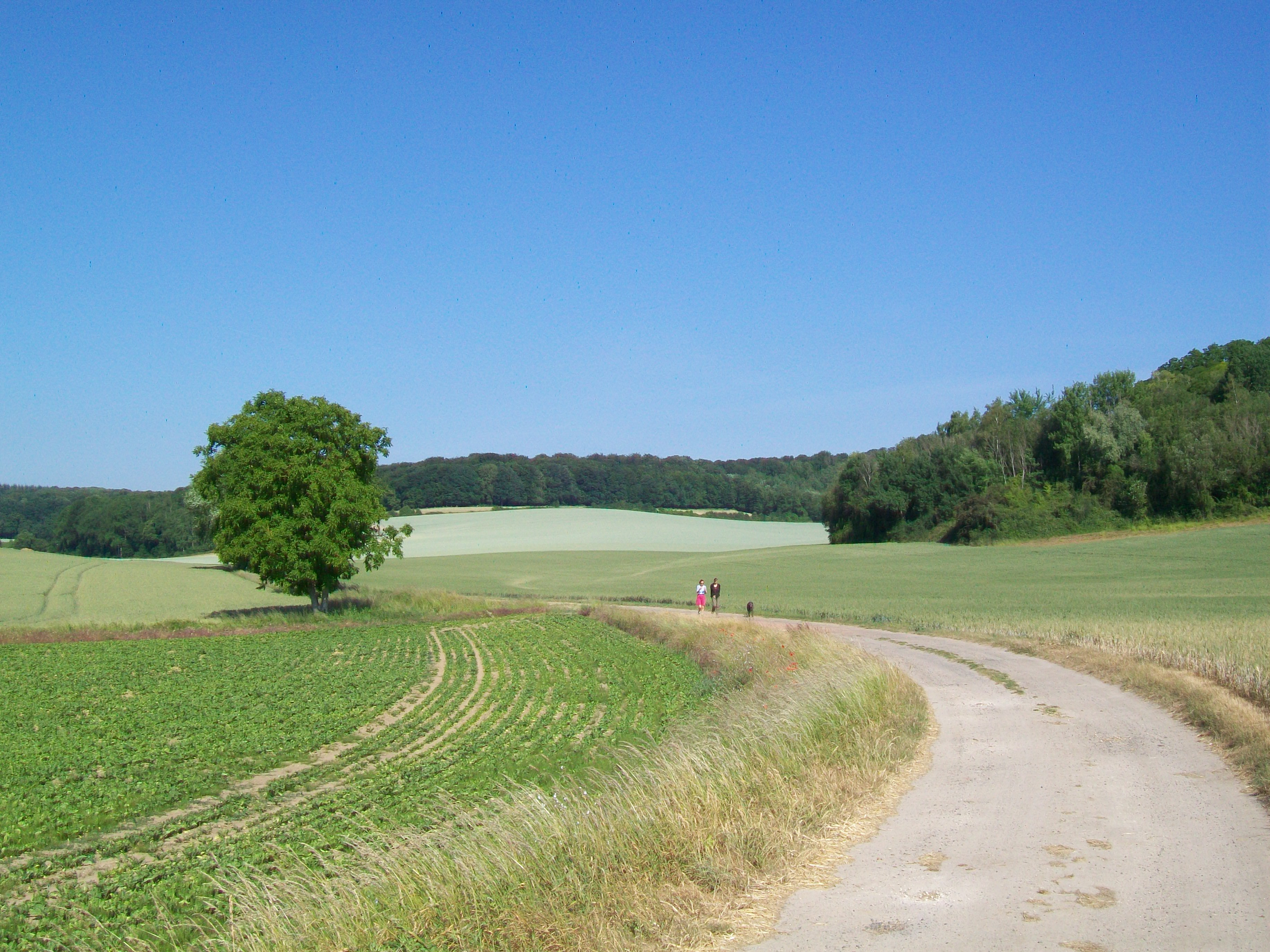
Chemin rural à l'ouest d'Yvillers, en direction de la forêt d'Halatte.

Implanté en bordure nord-ouest du plateau agricole du Valois, le bourg est un village-rue situé le long de la RD 932A entre Senlis et Verberie, à une distance routière de onze, respectivement six kilomètres. L'autoroute A 1 traverse la commune à l'est du bourg dans un sens nord-sud, mais il n'y a aucun échangeur y donnant accès entre Senlis et Verberie (échangeur no 9 « Pont Sainte-Maxence »). Le village est traversé par une route départementale, la RD 100 Pontpoint - Le Plessis-Belleville comme axe nord-sud, et la RD 134 prend son origine à Villeneuve, allant vers Rully et Borest, au sud. Villeneuve ne dispose d'aucune gare. Les transports en commun se réduisent aux transports scolaires ainsi qu'à des cars pour le marché de Senlis, le mardi et vendredi (aller-retour dans la matinée).
La commune de Villeneuve se compose du petit bourg qui lui a donné son nom, ainsi que des hameaux de Yvillers et de Noël-Saint-Martin, anciennes communes fusionnées par ordonnance du 31 mars 1825. Yvillers est un petit village situé au sud-ouest non loin de la RD 932A, à 1,4 km du bourg, tandis que Noël-Saint-Martin rassemble seulement quelques maisons éparses dans un vallon, à 1,5 km au nord-ouest du bourg. L'autoroute sépare Villeneuve de Noël-Saint-Martin ; elle n'est toutefois ni visible ni audible au hameau.
| Pontpoint               | Rhuis Roberval          | Verberie |
|                         | Villeneuve-sur-Verberie |          |
| Villers-Saint-Frambourg | Brasseuse               | Raray    |

Le territoire communal, d'une superficie de 8,16 km2, ne se présente pas comme un ensemble cohérent : les limites de l'ancienne commune de Noël-Saint-Martin se démarquent encore clairement et la font paraître presque comme une exclave, le territoire de Villeneuve se resserrant à une largeur de 500 m environ le long de la RD 932a au sud de Noël. Le relief est très varié, avec une altitude maximale atteint 202,3 m au carrefour Châtillon, sur la route du Grand-Maître qui forme l'extrémité nord dans la commune dans la forêt d'Halatte, au pied du mont Pagnotte. Plus bas, sur le versant sud du massif, subsistent les vestiges de carrières de silex et d'anciennes sablières, ces dernières étant en partie reconverties en centre d'enfouissement technique (CET). Ce dernier est directement relié à la RD 100 par une route de service évitant le village.

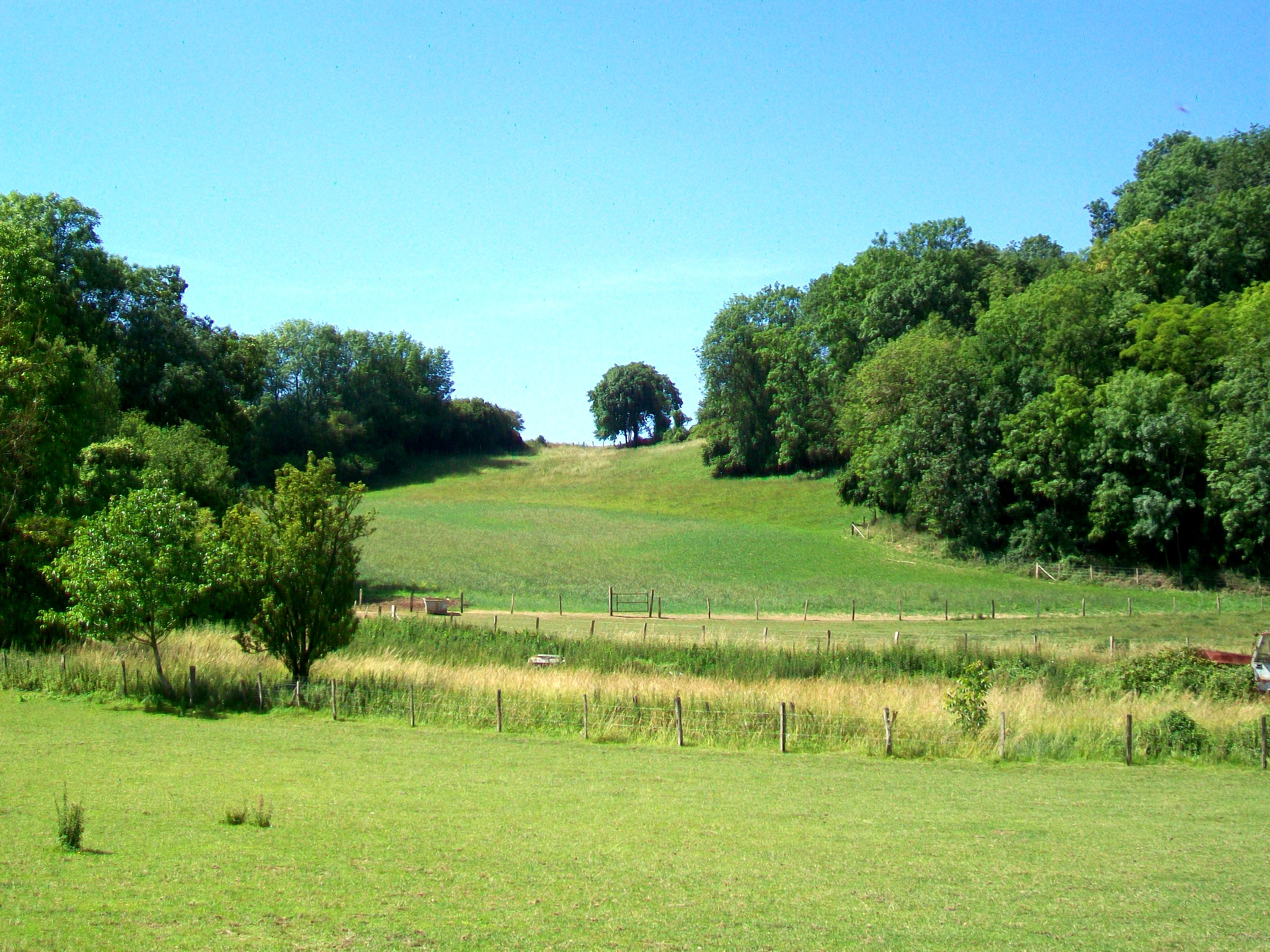
Paysage au hameau de Noël-Saint-Martin ; vue depuis la rue des Sources en direction de Roberval.

Le point le plus bas de la commune se trouve au bout de la rue des Sources de ce hameau, dans le vallon du ru du Moulin. Ce ruisseau y prend sa source pour descendre ensuite vers l'Oise, au nord. Il dispose d'une deuxième source dans le vallon adjacent appelé le « fond de Noël ». À partir de Roberval, le cours d'eau est connu comme le Rouanne. Elle est aujourd'hui souvent à sec. Un deuxième cours d'eau existe sur la commune ; il s'agit du ru des Bergers qui jaillit à la source du poteau d'Yvillers et coule en direction d'Yvillers. Avec la perméabilité du sous-sol, le ruisseau devient rapidement temporaire, puis se perd complètement : il ne se verse dans aucun autre cours d'eau. Le ruisseau des Bergers témoigne de la richesse des nappes phréatiques, alimentées par les eaux souterraines de la forêt d'Halatte, et contrastant avec la rareté de l'eau en surface.
Villeneuve-sur-Verberie entre dans le parc naturel régional Oise-Pays de France pour la totalité de son territoire. Grâce à la variété des paysages et leur richesse floristique et faunistique, la commune bénéficie de la protection de plusieurs sites naturels. Trois zones naturelles d'intérêt écologique, faunistique et floristique (ZNIEFF) type 1 concernent les parties boisées du territoire communal et des étroites zones tampons. La forêt d'Halatte est protégée en tant que ZNIEFF n° national 220005064 « Massif forestier d'Halatte » et en même temps classée au titre des sites. Les vallons de Roberval et de Noël-Saint-Martin sont protégés en tant que ZNIEFF n° national 220005064 comprend les zones boisées du vallon de Noël-Saint-Martin et du fond de Noël. Le bois du Haut-Montel et de Raray, situé en partie sur les communes de Villeneuve-sur-Verberie et Brasseuse, est protégée en tant que ZNIEFF n° national 220013834. En outre, l'ensemble de la commune de Villeneuve fait partie du site naturel inscrit de la vallée de la Nonette (inscription par décret du 6 février 1970). Ce site inscrit a préfiguré le parc naturel régional, son découpage étant à peu près identique avec la partie du parc située dans l'Oise. - Dans la forêt d'Halatte, la commune est traversée par le sentier de grande randonnée GR 12 en tronc commun avec le GR 655, reliant Verberie à Senlis avec un grand détour par Fleurines.

### Hydrographie

#### Réseau hydrographique
La commune est située dans le bassin Seine-Normandie. Elle est drainée par le Fond de Noel et le ru de Roucanne,,.

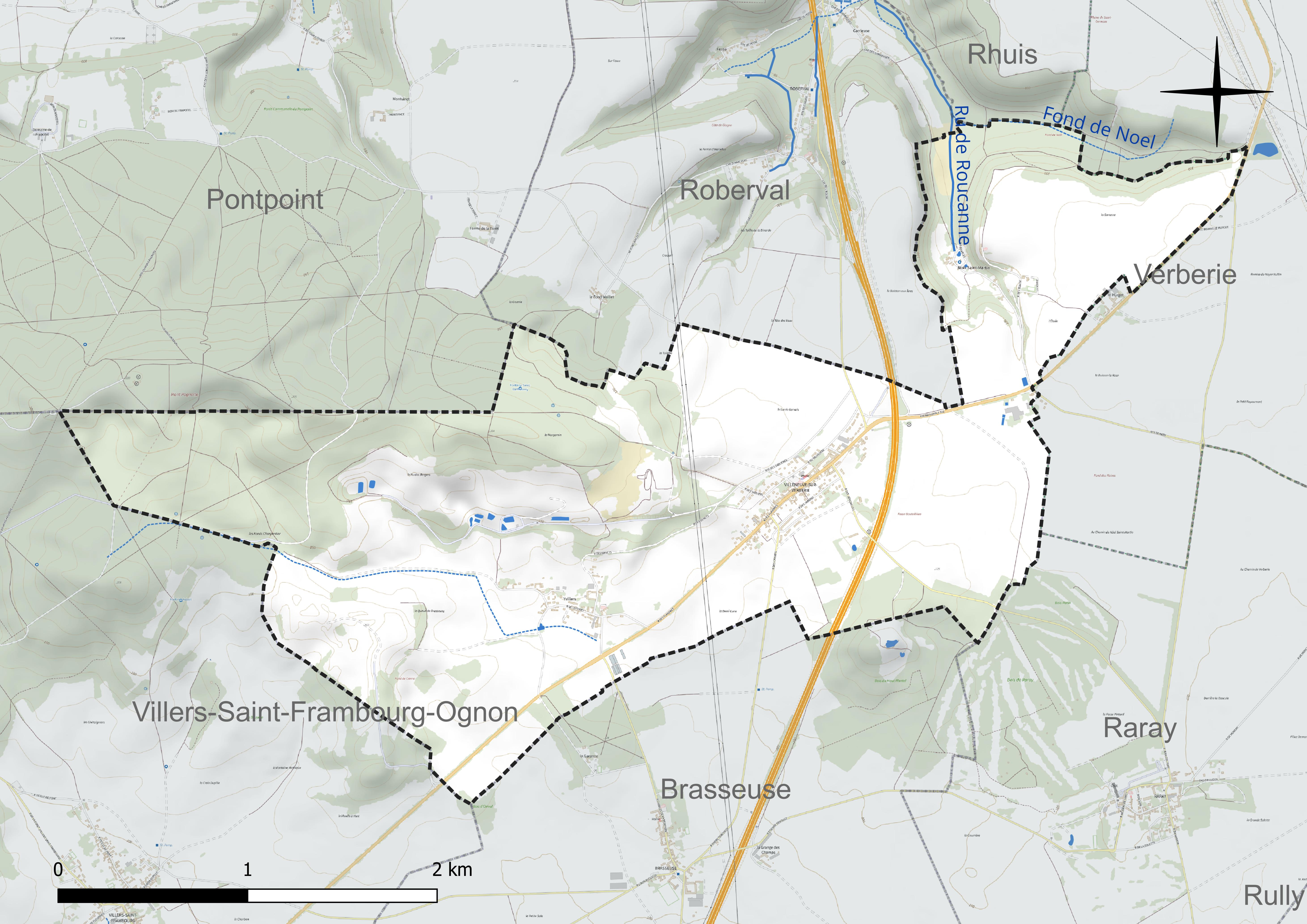
Réseau hydrographique de Villeneuve-sur-Verberie.

#### Gestion et qualité des eaux
Le territoire communal est couvert par le schéma d'aménagement et de gestion des eaux (SAGE) « Sensée ». Ce document de planification concerne un territoire de 413 km2 de superficie, délimité par le bassin versant de la Nonette et de ses deux principaux affluents, la Launette et l'Aunette. Le périmètre a été arrêté le 3 avril 1998 et le SAGE proprement dit a été approuvé le 28 juin 2006, puis révisé le 15 décembre 2015. La structure porteuse de l'élaboration et de la mise en œuvre est le syndicat Interdépartemental du SAGE de la Nonette.
La qualité des cours d'eau peut être consultée sur un site dédié géré par les agences de l'eau et l'Agence française pour la biodiversité.

### Climat
Pour des articles plus généraux, voir Climat des Hauts-de-France et Climat de l'Oise.
En 2010, le climat de la commune est de type climat océanique dégradé des plaines du Centre et du Nord, selon une étude du CNRS s'appuyant sur une série de données couvrant la période 1971-2000. En 2020, Météo-France publie une typologie des climats de la France métropolitaine dans laquelle la commune est dans une zone de transition entre le climat océanique et le climat océanique altéré et est dans la région climatique Nord-est du bassin Parisien, caractérisée par un ensoleillement médiocre, une pluviométrie moyenne régulièrement répartie au cours de l'année et un hiver froid (3 °C).
Pour la période 1971-2000, la température annuelle moyenne est de 10,5 °C, avec une amplitude thermique annuelle de 14,7 °C. Le cumul annuel moyen de précipitations est de 717 mm, avec 11 jours de précipitations en janvier et 8,2 jours en juillet. Pour la période 1991-2020, la température moyenne annuelle observée sur la station météorologique la plus proche, située sur la commune de Creil à 15 km à vol d'oiseau, est de 11,2 °C et le cumul annuel moyen de précipitations est de 662,2 mm,. Pour l'avenir, les paramètres climatiques de la commune estimés pour 2050 selon différents scénarios d'émission de gaz à effet de serre sont consultables sur un site dédié publié par Météo-France en novembre 2022.

## Urbanisme

### Typologie
Au 1er janvier 2024, Villeneuve-sur-Verberie est catégorisée commune rurale à habitat dispersé, selon la nouvelle grille communale de densité à sept niveaux définie par l'Insee en 2022.
Elle est située hors unité urbaine. Par ailleurs la commune fait partie de l'aire d'attraction de Paris, dont elle est une commune de la couronne,. Cette aire regroupe 1 929 communes,.

### Occupation des sols
L'occupation des sols de la commune, telle qu'elle ressort de la base de données européenne d'occupation biophysique des sols Corine Land Cover (CLC), est marquée par l'importance des territoires agricoles (58,3 % en 2018), en augmentation par rapport à 1990 (57,1 %). La répartition détaillée en 2018 est la suivante : 
terres arables (51 %), forêts (30,7 %), mines, décharges et chantiers (7,4 %), prairies (4,2 %), zones urbanisées (3,5 %), zones agricoles hétérogènes (3,1 %), espaces verts artificialisés, non agricoles (0,1 %). L'évolution de l'occupation des sols de la commune et de ses infrastructures peut être observée sur les différentes représentations cartographiques du territoire : la carte de Cassini (XVIIIe siècle), la carte d'état-major (1820-1866) et les cartes ou photos aériennes de l'IGN pour la période actuelle (1950 à aujourd'hui).

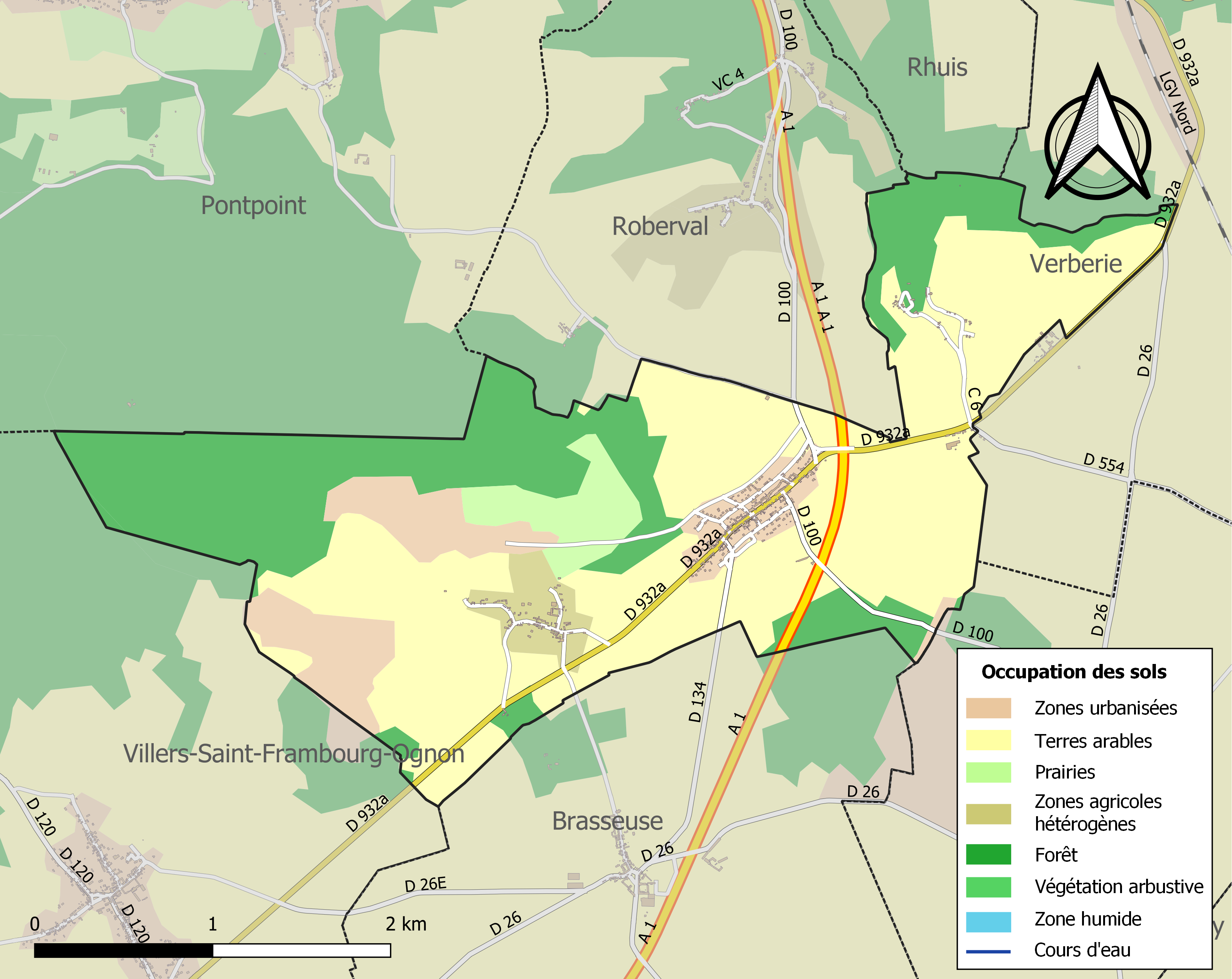
Carte des infrastructures et de l'occupation des sols de la commune en 2018 (CLC).

### Voies de communication et transports
La commune est desservie, en 2023, par les lignes 6221, 6305 et 6323 du réseau interurbain de l'Oise. La commnune est également desservie par le service de transport à la demande gratuit TAD'OHM mis en place par la communauté de communes des Pays d'Oise et d'Halatte.

## Toponymie
Le village se nomme, tour à tour, Villam Novam en 1167, Villeneuve le Roy sur Verberie en 1219, Le Nueve Ville le Roy en 1306, Villeneuve le Roi en 1431, Villeneuve le Roi sur Verberie en 1460[réf. nécessaire].
Toponyme composé de ville et de neuve. De l'occitan Vilanòva de même construction pour les localités de l'Occitanie → voir Neuville pour un équivalent.

## Histoire
Aucun document ne précise les conditions dans lesquelles a été créé Villeneuve sur Verberie, bon nombre ont été détruits au cours des siècles.
D'après certains anciens écrits, on trouverait sa première trace au cours du IXe siècle.
Un conflit opposait, apparemment depuis le début du IXe siècle, les évêques de Beauvais et de Soissons à propos de la construction d'une église, celle-ci se trouvant au point de jonction de ces deux diocèses.
Le conflit est porté, vers 872, devant le roi Charles II le Chauve (règne 840-877) qui menaça de détruire cette église si le désaccord se prolongeait.
Des écrits indiquaient le lieu de ce litige à Villeneuve-sur-Verberie, sans apporter, cependant, de preuve concrète. Des recherches plus récentes tentent plutôt à démontrer l'existence de cet édifice à Noël-Saint-Remy (situé près de Roberval).
Les premières traces de peuplement se situent entre 1108 et 1137[Passage contradictoire] (règne de Louis VI le Gros).
Eudes Percebot, seigneur de Pont-Sainte-Maxence donne la cure de Villeneuve, vers 1140, à l'abbaye Saint-Symphorien de Beauvais.
L'installation de « paysans-colons » à Villeneuve sur Verberie, vers 1143, permet au roi Louis VII le Jeune (règne 1137-1180) de renforcer sa position à la limite de son domaine royal, menacé par Philippe d'Alsace, comte de Flandre et de Vermandois.
L'emplacement choisi pour fonder le village se trouvait au croisement de deux chemins ruraux, l'un allant de Noël-Saint-Martin à Yvillers, l'autre de Raray à Saint-Pierre de Pontpoint ce qui permit de bâtir l'agglomération comme un « village-rue ».
Villeneuve, propriété royale, est dirigée par le prévôt Roger de Neuville en 1171.
L'église Saint-Barthélemy de Villeneuve-sur-Verberie a été construite au centre du village vers 1180, en lieu et place d'une nécropole ou une ancienne église. L'aspect extérieur, à l'exception du clocher, est roman.
Le Valois devint terre royale en 1214, Villeneuve-sur-Verberie perd son intérêt stratégique de frontière entre son domaine royal et le comté du Valois. Philippe III le Hardi (règne 1270-1285) l'échangea contre d'autres terres auprès de Geoffroy le Bouteiller vers 1280.
Agrandissement de l'église Saint-Barthélémy vers 1500.
Arnaud des Friches, écuyer, avocat au Châtelet de Paris, lieutenant général du bailli de Senlis, conseiller du roi en 1517, est seigneur de Villeneuve et de Brasseuse.
Vers 1552, est mentionné, pour la première fois, le relais de poste (Louis Robert Delaunay, cultivateur, fut maître de la poste aux chevaux et maire de Villeneuve en 1836).
Naissance, en 1602, dans un champ vers Noël Saint-Martin, du mathématicien et physicien Gilles Personne qui prendra plus tard le nom de Roberval, cofondera l'académie des Sciences (1666) et inventera la balance Roberval (1668).
Entre 1610 et 1643, Villeneuve fut élevée en comté au profit du gouverneur d'Arras, en récompense de services rendus.
Deux anciennes communes, Noël-Saint-Martin et Yvillers furent annexées en 1825 à Villeneuve-sur-Verberie ; Noël-Saint-Martin avait porté, durant la Révolution, les noms de Noël-les-Vallons et de Rouane.
Création, à la fin du XIXe siècle de la voie ferrée Villeneuve sur Verberie-Roberval-Moru qui desservait plusieurs carrières de sable et transportait leur production jusqu'à l'Oise. La ligne ferma en 1964, date de la construction du viaduc, dit de Roberval, de l'autoroute A1. Certaines locomotives et wagons furent rachetés par Jean Richard pour son parc d'attraction à Ermenonville « La Mer de sable ». La sablière de Villeneuve cessa son activité en 1982, le centre d'enfouissement technique des déchets ménagers SITA prit sa place.
La commune de Villeneuve possédait des souterrains de fuite et des puits chantants, vers le centre de la grande rue du village (rue des Flandres), Les souterrains, qui partaient de certaines caves et débouchaient près des bois ou dans un champ voisin, servaient aux habitants à fuir lors de dangers ou de conflits régionaux. Il y avait également trois puits chantants profonds d'au moins 50 mètres. Ils n'attirent plus grande attention de nos jours.

## Politique et administration
| Période                                  | Période                      | Identité             | Étiquette | Qualité                                                         |
| ---------------------------------------- | ---------------------------- | -------------------- | --------- | --------------------------------------------------------------- |
| Les données manquantes sont à compléter. |                              |                      |           |                                                                 |
| mars 2001                                | 2014                         | Marie-Laurence Lobin | UMP       |                                                                 |
| 2014                                     | juillet 2020                 | Gérald Gaston        | (FN)      | Chef d'entreprise retraité                                      |
| juillet 2020                             | En cours (au 7 juillet 2020) | Monique Ego          |           | Vice-présidente de la CC des pays d'Oise et d'Halatte (2020 → ) |

## Population et société

### Démographie

#### Évolution démographique
L'évolution du nombre d'habitants est connue à travers les recensements de la population effectués dans la commune depuis 1793. Pour les communes de moins de 10 000 habitants, une enquête de recensement portant sur toute la population est réalisée tous les cinq ans, les populations de référence des années intermédiaires étant quant à elles estimées par interpolation ou extrapolation. Pour la commune, le premier recensement exhaustif entrant dans le cadre du nouveau dispositif a été réalisé en 2006.

En 2022, la commune comptait 718 habitants, en évolution de +12,19 % par rapport à 2016 (Oise : +0,87 %, France hors Mayotte : +2,11 %).
| 1793 | 1800 | 1806 | 1821 | 1831 | 1836 | 1841 | 1846 | 1851 |
| ---- | ---- | ---- | ---- | ---- | ---- | ---- | ---- | ---- |
| 212  | 174  | 239  | 218  | 454  | 461  | 460  | 519  | 482  |

| 1856 | 1861 | 1866 | 1872 | 1876 | 1881 | 1886 | 1891 | 1896 |
| ---- | ---- | ---- | ---- | ---- | ---- | ---- | ---- | ---- |
| 454  | 488  | 458  | 458  | 491  | 463  | 489  | 497  | 487  |

| 1901 | 1906 | 1911 | 1921 | 1926 | 1931 | 1936 | 1946 | 1954 |
| ---- | ---- | ---- | ---- | ---- | ---- | ---- | ---- | ---- |
| 481  | 516  | 484  | 443  | 435  | 402  | 455  | 468  | 503  |

| 1962 | 1968 | 1975 | 1982 | 1990 | 1999 | 2006 | 2011 | 2016 |
| ---- | ---- | ---- | ---- | ---- | ---- | ---- | ---- | ---- |
| 453  | 435  | 415  | 479  | 555  | 624  | 676  | 679  | 640  |

| 2021 | 2022 | - | - | - | - | - | - | - |
| ---- | ---- | - | - | - | - | - | - | - |
| 700  | 718  | - | - | - | - | - | - | - |

#### Pyramide des âges
La population de la commune est relativement jeune.
En 2018, le taux de personnes d'un âge inférieur à 30 ans s'élève à 34,0 %, soit en dessous de la moyenne départementale (37,3 %). À l'inverse, le taux de personnes d'âge supérieur à 60 ans est de 18,5 % la même année, alors qu'il est de 22,8 % au niveau départemental.
En 2018, la commune comptait 328 hommes pour 324 femmes, soit un taux de 50,31 % d'hommes, légèrement supérieur au taux départemental (48,89 %).
Les pyramides des âges de la commune et du département s'établissent comme suit.
| Hommes | Classe d’âge | Femmes |
| ------ | ------------ | ------ |
| 0,0    | 90 ou +      | 1,0    |
| 3,9    | 75-89 ans    | 3,7    |
| 14,1   | 60-74 ans    | 14,4   |
| 25,9   | 45-59 ans    | 25,1   |
| 19,4   | 30-44 ans    | 24,4   |
| 14,5   | 15-29 ans    | 13,6   |
| 22,2   | 0-14 ans     | 17,8   |

| Hommes | Classe d’âge | Femmes |
| ------ | ------------ | ------ |
| 0,5    | 90 ou +      | 1,4    |
| 5,5    | 75-89 ans    | 7,6    |
| 15,6   | 60-74 ans    | 16,3   |
| 20,8   | 45-59 ans    | 20     |
| 19,4   | 30-44 ans    | 19,4   |
| 17,6   | 15-29 ans    | 16,2   |
| 20,6   | 0-14 ans     | 19,1   |

## Lieux et monuments

### Monuments historiques

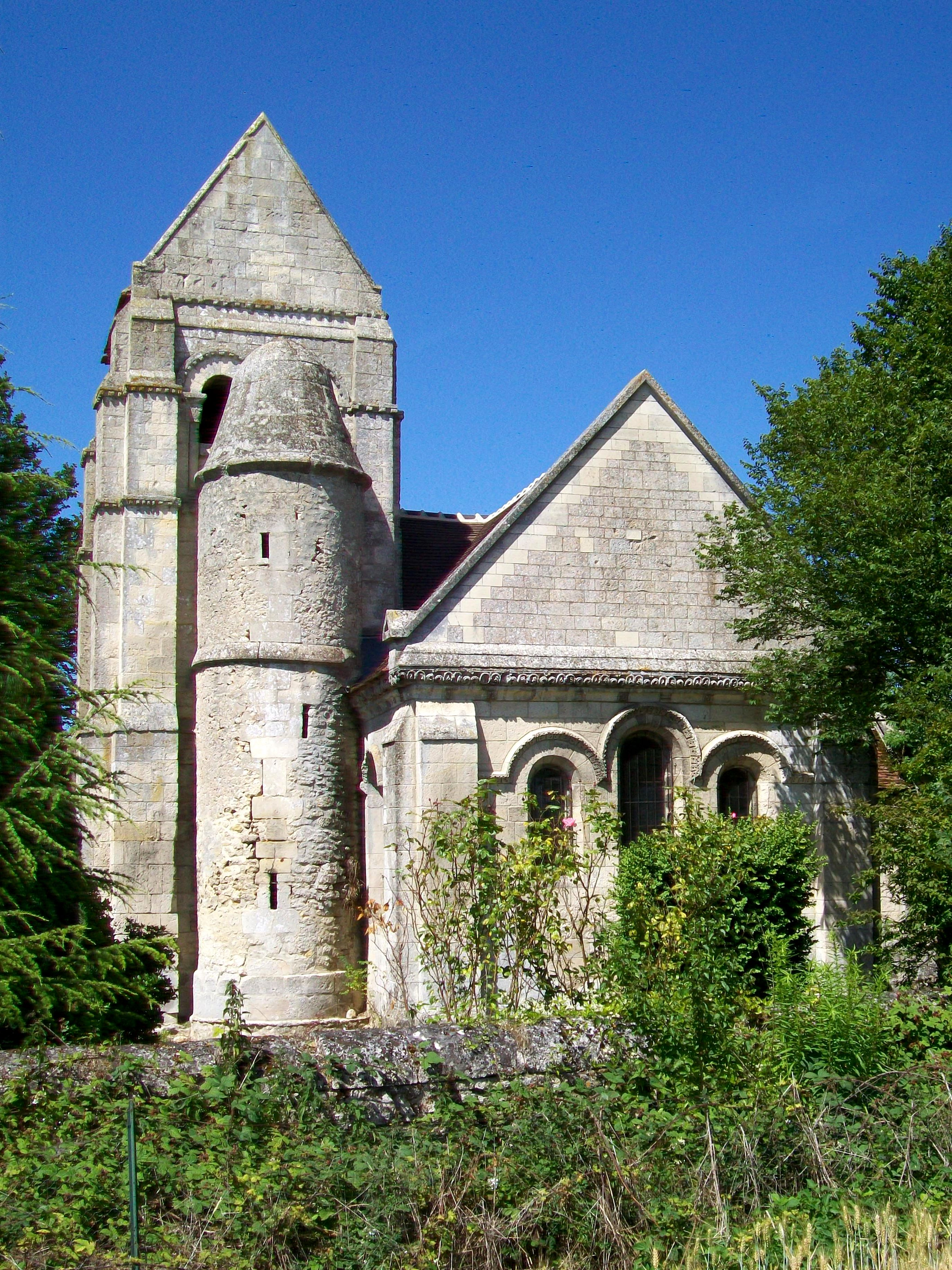
Chevet de l'église romane de Noël-Saint-Martin.

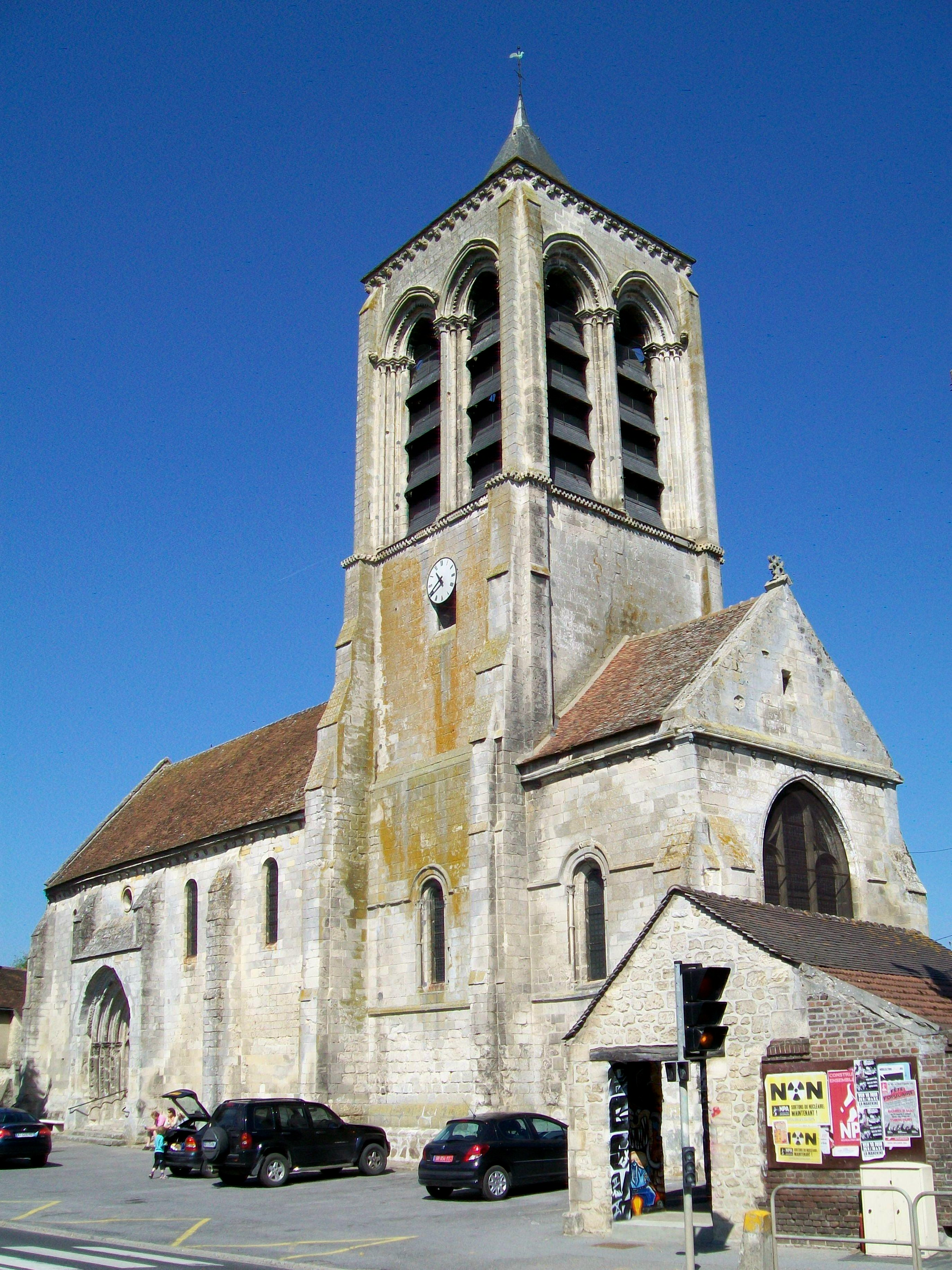
L'église Saint-Barthélémy depuis le sud-est.

Villeneuve-sur-Verberie compte deux monuments historiques sur son territoire.
- Église Saint-Martin de Noël-Saint-Martin, au hameau du même nom, rue de l'Église (classée monument historique par arrêté du 1er avril 1895[34]) : Elle fait partie de la dotation initiale du  prieuré Saint-Martin-des-Champs de Paris en 1096, puis est transmise à sa filiale, le prieuré de Saint-Nicolas-d'Acy, dix ans plus tard. L'église est toutefois de fondation beaucoup plus ancienne, car sa nef est datable de la seconde moitié du XIe siècle, et son clocher du dernier quart du même siècle. La nef, qui était initialement dépourvue de bas-côtés et n'a jamais été voûtée, est la seule sur la rive gauche de l'Oise qui présente un petit appareil régulier en silex, comme fréquemment dans le Beauvaisis. Le clocher, dont l'étage supérieur s'est effondré vers 1660/62, semble copié sur son proche voisin de Rhuis. En tant qu'église de l'une des paroisses les plus petites de l'ancien diocèse de Soissons, qui n'est plus qu'un hameau depuis 1825, l'édifice est de très modestes dimensions. Avec son chœur roman tardif des années 1120/1135, elle possède toutefois une pièce d'architecture remarquable, tant pour ses deux voûtes d'ogives archaïques, qui comptent parmi les plus anciennes du département, et l'une des premières apparitions des arcs formerets, que pour la qualité exceptionnelle de sa sculpture. Ce sont, à l'extérieur, des frises et des corniches extrêmement fouillées, et à l'intérieur, des chapiteaux de feuilles d'acanthe d'un niveau qui n'est ordinairement atteint que dans les cathédrales. Une vingtaine d'années après sa construction, la première travée du chœur est transformée en croisée du transept par l'adjonction d'un croisillon au nord, qui est d'un style gothique primitif sobre mais recherché. Il communiquait à l'ouest avec un bas-côté, contemporain ou plus récent, dont l'on sait seulement que son voûtement d'ogives fut entamé après coup, et qui a disparu depuis une époque indéterminée. Bien que des grandes arcades bouchées existent aussi au sud de la nef, l'existence ancienne d'un bas-côté sud n'a pas pu être démontrée par les fouilles des années 1974/1976. Après la guerre de Cent Ans, la base du clocher, qui occupe l'emplacement du croisillon sud, est revoûtée dans le style gothique flamboyant, et le portail est refait dans le même style. Si le nombre d'habitants remonte au XVIe siècle, il chute à partir du XVIIIe siècle, et le culte n'est pas rétabli après la Révolution française. Abandonnée et délaissée, l'église est sauvée grâce à son classement, et bénéficie épisodiquement de quelques travaux de restauration. Mais ce n'est qu'à partir des années 1980 que, grâce à l'initiative privée, que les travaux aillent suffisamment loin pour permettre le rétablissement du culte, au début des années 1990[35],[36].
- Église Saint-Barthélemy de Villeneuve-sur-Verberie (classée monument historique par arrêté du 19 mars 1921[37]) : L'édifice se compose d'une nef de quatre travées et d'un chœur au chevet plat de deux travées des années 1170 / 1180, dont la première travée supporte le clocher, ainsi que d'une chapelle latérale nord du chœur du XIIIe siècle, et d'un bas-côté nord du XVe siècle. Hormis ces adjonctions tardives et une grande baie flamboyante qui éclaire le chevet, l'église reste très homogène et conserve son caractère du dernier quart du XIIe siècle. L'extérieur est encore largement inspiré de l'architecture romane, avec des fenêtres plein cintre, dont celles du chœur sont cantonnées de colonnettes à chapiteaux, supportant une archivolte torique. Les deux portails, l'un sur la façade occidentale et l'autre au sud de la seconde travée de la nef, sont toutefois en arc brisé. Le portail méridional est particulièrement remarquable, car donnant sur la rue principale du village. Sa triple archivolte repose sur les chapiteaux de deux groupes de trois colonnettes et est surmontée par une frise de motifs végétaux, dont des roses. Les ébrasements successifs ressortent entre les colonnettes et sont à leur tour décorés de frises semblables, disposition assez rare. L'élément qui retient le plus l'attention est le volumineux clocher, épaulé par des contreforts à ressauts jusqu'au premier étage, et plats au niveau de l'étage de beffroi. Ses deux ouvertures abat-son en arc brisé par face sont particulièrement vastes. Elles sont cantonnées de colonnes à chapiteaux de crochets, et s'inscrivent dans de doubles archivoltes reposant à leur tour sur des colonnettes à chapiteaux, celle du milieu étant partagée. La voussure centrale est ornée d'un cordon en dents de scie, et l'archivolte supérieure est surmontée d'un sourcil retombant sur des têtes grimaçantes. Dans la corniche en haut des murs, des têtes grimaçantes alternent avec des corbeaux simples. Le toit est une courte flèche octogonale en charpente. La nef a été voûtée d'ogives au XVe siècle seulement, soit au moment de la construction du bas-côté. Les deux travées du chœur sont par contre voûtées dès l'origine et présentent des chapiteaux d'une sculpture très fouillée, reproduisant des modèles se trouvant dans le chœur de la cathédrale Notre-Dame de Senlis. Deux chapiteaux sont historiés et illustrent la Nativité du Christ et la Fuite en Égypte[38],[39].

### Autres éléments du patrimoine
- Fontaine Saint-Barthélémy, sur la parcelle 55 de la forêt d'Halatte : Petite fontaine couverte portant le nom du saint patron de l'église de Villeneuve, se présentant comme un édicule en pierre de taille semi-enterré. Le linteau est malheureusement tombé par terre et s'est cassé en deux. Un petit ruisseau s'écoule de la source, un peu en contrebas. Cette fontaine n'est située à proximité d'aucun chemin et ne peut être repérée qu'en suivant le lit de se ruisseau au fond d'un petit vallon.
- Source du poteau d'Yvillers, dans la forêt d'Halatte, route d'Yvillers : Source abandonte même en période de sécheresse, alimentant une petite mare forestière et donnant naissance à un ruisseau qui s'écoule en direction du hameau. La source était autrefois utilisée pour l'adduction de l'eau potable moyennant une citerne et une station de pompage, aujourd'hui abandonnées. Sans illustration.
- Chapelle Sainte-Maxence d'Yvillers, au hameau du même nom : Il s'agit de l'ancienne église paroissiale du village, rattaché à la commune de Villeneuve-sur-Verberie par ordonnance du 31 mars 1825. Une chapelle à Yvillers a été donné à l'abbaye Saint-Vincent de Senlis en 1129, mais l'édifice actuel date entièrement du XVIIIe siècle. Il se compose d'une nef unique et d'un chœur de forme très allongée, au chevet plat. L'intérieur est soigné avec des lambris et un chœur boisé. Ce sont les seules richesses de l'église. L'extérieur est d'un caractère simple et rustique, présentant toutefois des éléments inspirés du classicisme, comme le portail de la façade occidentale et les fenêtres en anse de panier. L'appareil est irrégulier exception faite des chaînages d'angle réalisés en pierre de taille, et les contreforts font complètement défaut. Le clocher carré, adossé au chœur au sud, présente des baies gémellées plein cintre sur son niveau supérieur. Le cimetière subsiste à son emplacement traditionnel autour de l'église[40].
- Trois « puits chantants », rue des Flandres (D 932a) : Profonds d'au moins de 50 m, ces puits aspirent ou repoussent bruyamment l'air extérieur, en fonction de la température. D'origine ancienne, les puits chantants faisaient jadis l'objet de superstitions, étant parfois pris pour les portes de l'enfer. Le phénomène s'explique pourtant aisément par l'étroitesse de l'orifice qui fait communiquer deux couches d'air de densités différentes[41]. Sans illustration.
- Ancien colombier d'une ferme, rues de Flandres (D 932a), à l'est du village : D'un plan carré, il comporte deux étages et a été fortement remanié lors de son intégration dans la maison d'habitation adjacente.
- Ancien relais de poste de Villeneuve, rue des Flandres (D 932a) : Grand corps de ferme à l'est du village, dont les façades sur la rue présentent peu d'intérêt. Sur la cour, à droite du grand portail, subsiste la grande chartrie en charpente. Cette ancienne ferme-relais avec écuries pour les chevaux daterait du XVIIIe siècle[42].
- Fontaine couverte avec pompe à Noël-Saint-Martin, au bout de la rue des Sources.

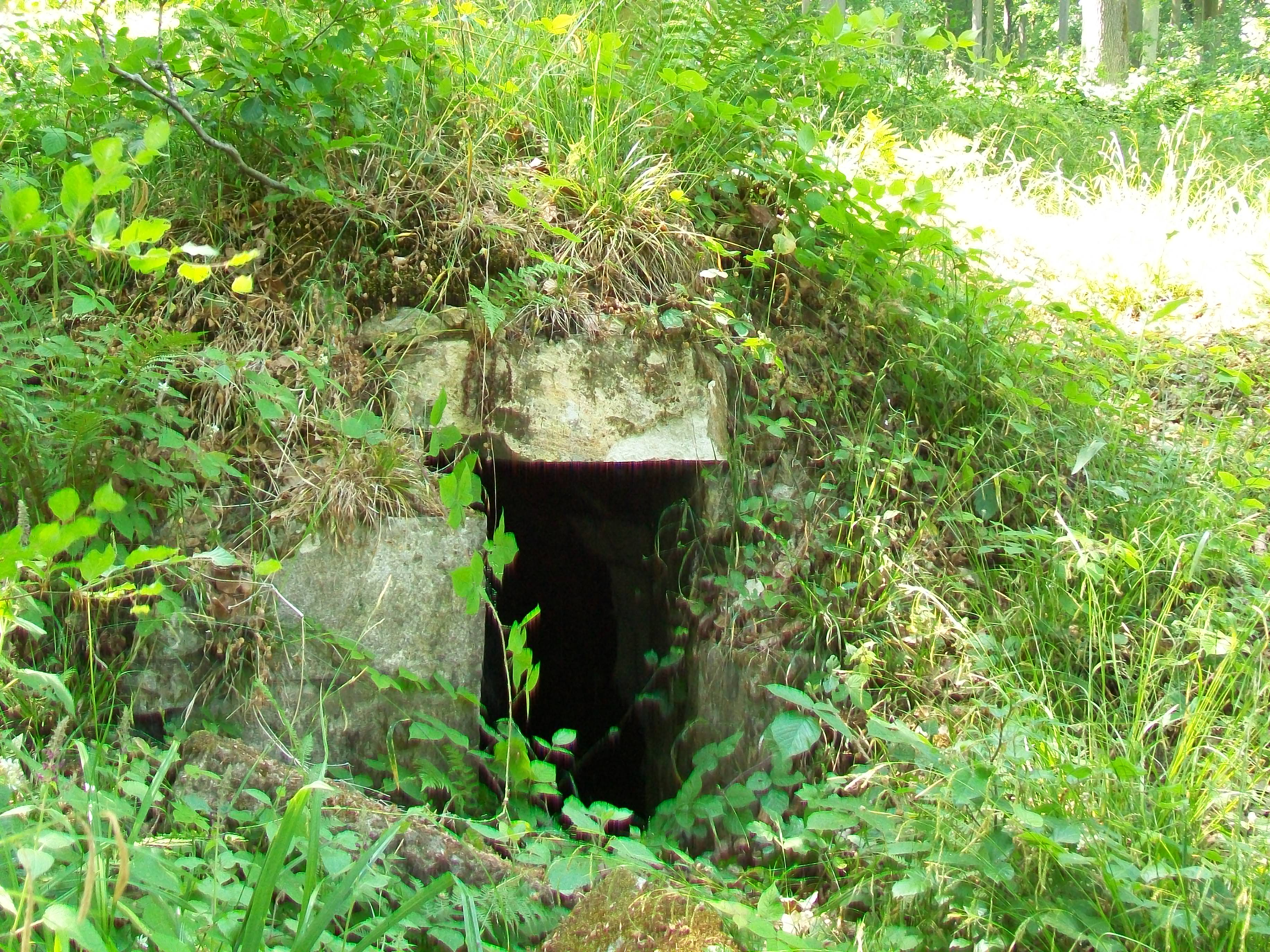
Fontaine Saint-Barthélémy, forêt d'Halatte, parcelle 55.
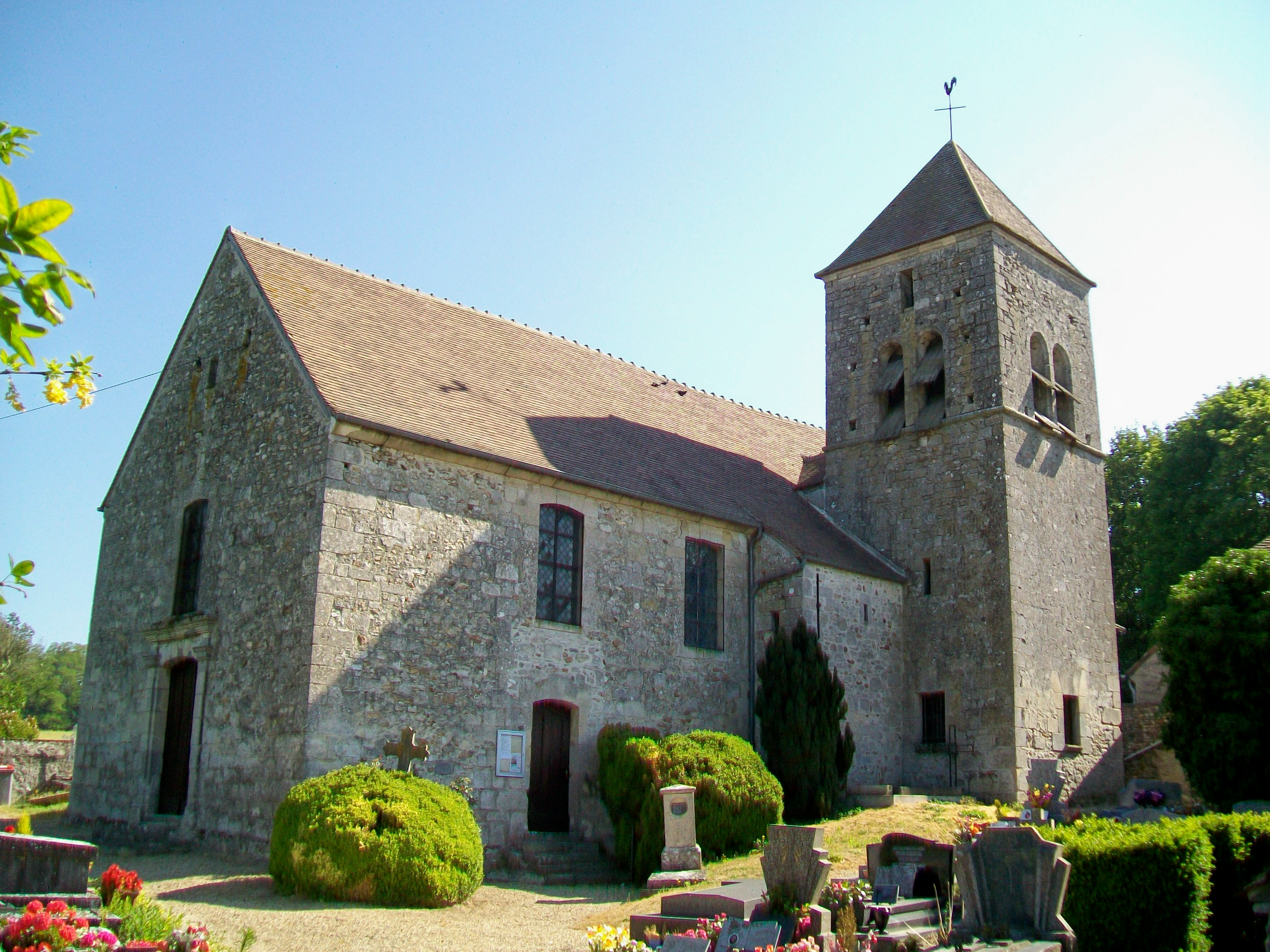
La chapelle Sainte-Maxence au hameau d'Yvillers.
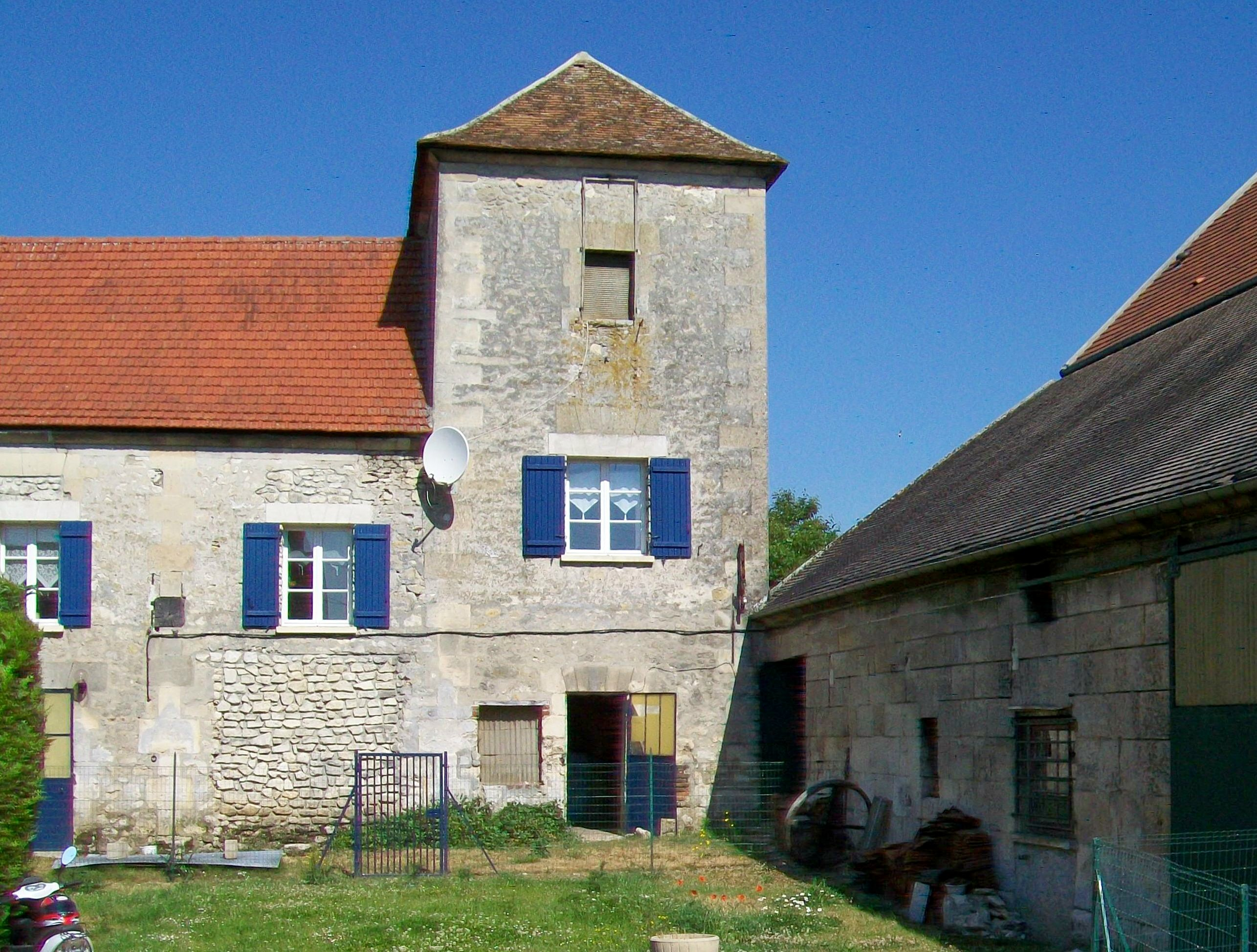
Colombier transformé en habitation, rue des Flandres.
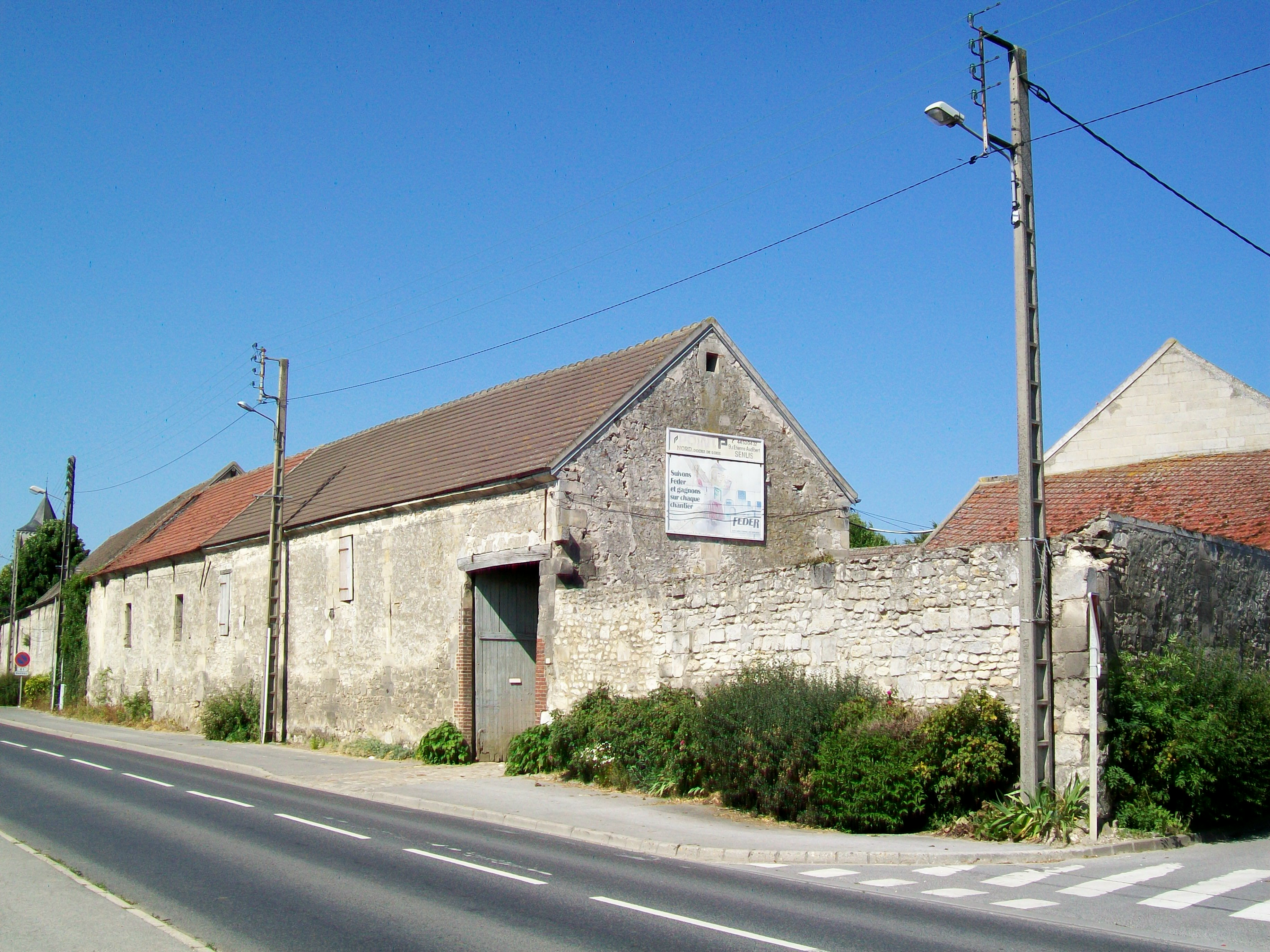
L'ancien relais de poste du XVIIIe siècle, rue des Flandres.
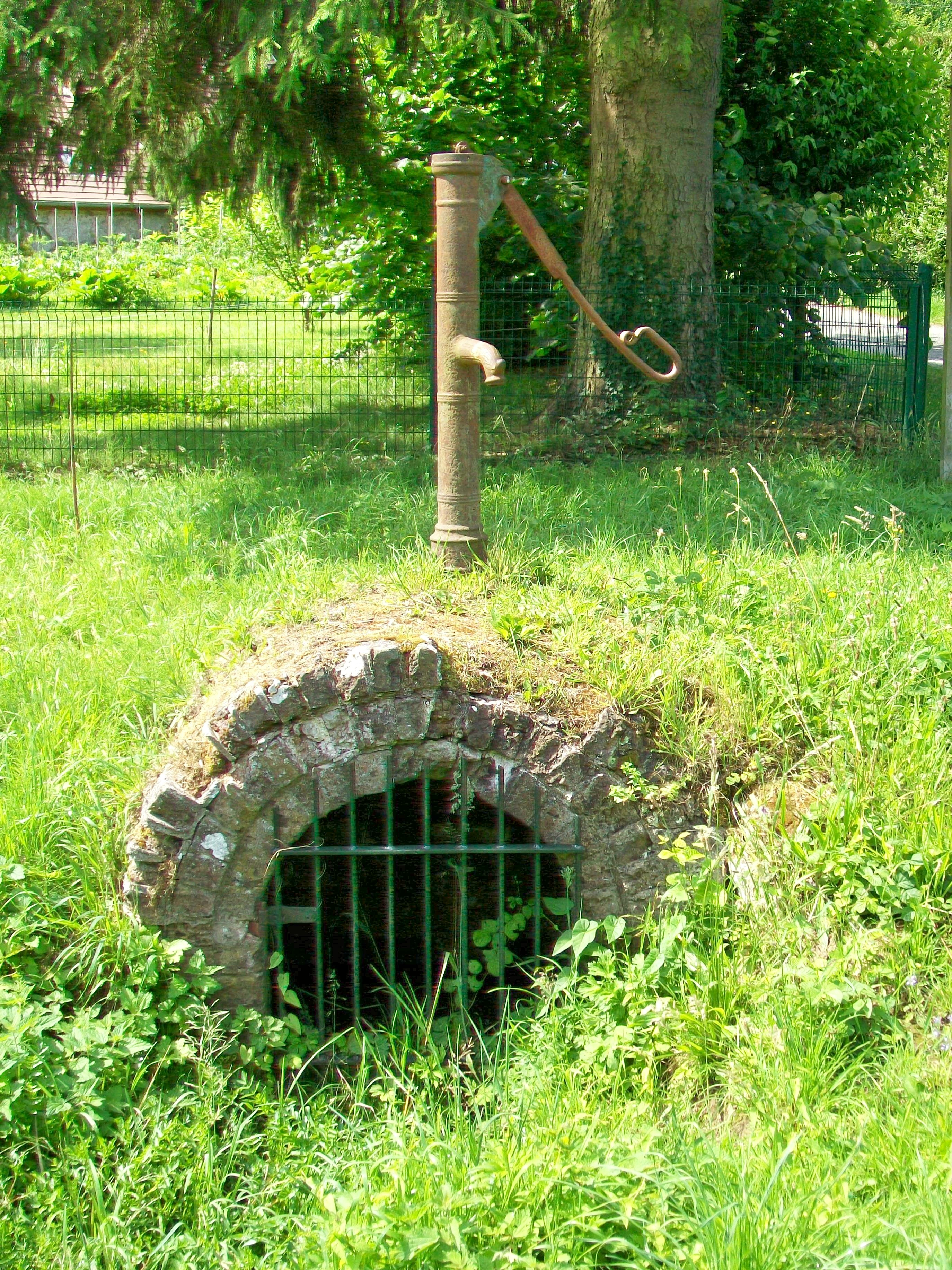
Pompe et fontaine couverte à Noël-St-Martin.

## Personnalités liées à la commune
- Gilles Personne de Roberval (1602-1675) est né à Noël-Saint-Martin bien qu'ayant habité par la suite à Roberval, au hameau des Carrieuses, à 2 km de là.
- Julien Potier (1796-1865), peintre, est né le 7 août 1796 à Villeneuve-sur-Verberie
- Louis Sébert (15 mai 1814, Villeneuve-sur-Verberie - 3 juillet 1876, Chatenay), notaire et homme politique.
- Edmond Daynes (1895-1986), artiste peintre actif dans l'Oise. Le musée Antoine Vivenel de Compiègne en conserve une toile intitulée La grande rue à Villeneuve-sur-Verberie.
- Noëlle Norman (1921-1985), comédienne, est décédée à Villeneuve-sur-Verberie.